# Christiaan Bartels
Christiaan (Chris) Bartels (1889-1969) was een Nederlands architect en tekenaar. Van oorsprong opgeleid tot tekenleraar, ontwikkelde hij zich gaandeweg tot architect. In de jaren twintig en dertig van de vorige eeuw bouwde hij voornamelijk in opdracht van particuliere opdrachtgevers in het Kennemerland. Voor het merendeel betreft het vrijstaande landhuisjes en villa's, echter is ook sprake van twee-onder-een kap woningen en enkele sociale huurwoningen. De stijl van Bartels wordt gerekend tot de Amsterdamse School.

## Biografie

### Kindertijd en opleiding
Christiaan (roepnaam Chris, later ook Bas) Bartels werd op 10 oktober 1889 in Amsterdam geboren als zoon van Margaretha Arxhoek (1863-1934) en Johannes Franciscus Arnoldus Bartels (1857-1926). Het gezin bestond uit drie kinderen. Zijn vader was onderwijzer tekenen en gymnastiek. Na de lagere school volgde Bartels twee opleidingen in Amsterdam: aan de Kunstnijverheidsschool Quellinus Amsterdam (1904-1906) en aan de Rijksnormaalschool voor Teekenonderwijzers (1906-1909). Hoewel de laatste school een afdeling bouw- en werktuigkundig tekenen had, wat in verband met Bartels’ latere activiteiten als architect voor de hand had gelegen, bekwaamde Bartels zich in ‘handteekenen’. Eenmaal met zijn MO-diploma op zak, was Bartels aanvankelijk te jong om les te kunnen geven en bekwaamde hij zich in de bouwkunde. Vervolgens werd hij tekenleraar aan de avondtekenschool van de Derde Ambachtsschool te Amsterdam (Timorplein). Maar vanwege de Eerste Wereldoorlog werd Bartels vanaf 1914 lange tijd gemobiliseerd in Noord-Brabant, op diverse plaatsen in de buurt van de Belgische grens. Hij doodde de tijd met het tekenen van het soldatenleven, wat hij noemde ‘Soldatengedoe’, illustreerde een boekje over rietvlechten (J. Koerts - Beknopte handleiding voor het rietvlechten, Amsterdam, N.V. de R.-K. Boek Centrale, 1916) en schreef een boekje met motieven voor houtsnijwerk (Ch. Bartels - Handleiding bij het ontwerpen van motieven voor houtsnijwerk. 's-Gravenhage Ter Algemeene Landsdrukkerij, 1916). Van het laatste boekje bestaan twee uitgaven. Bovendien legde hij zich toe op het ontwerpen en timmeren van meubels. 

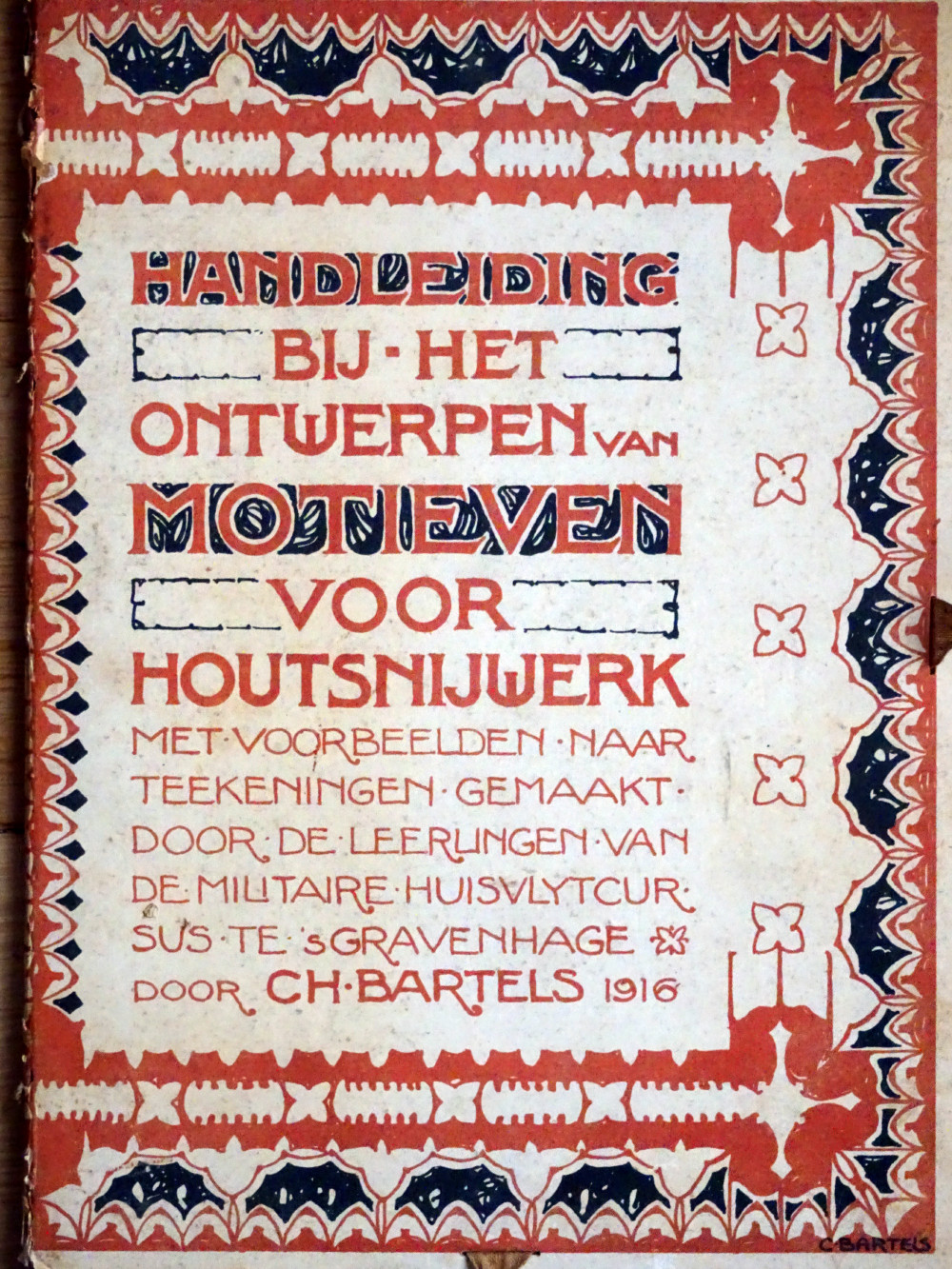
Een publicatie van Bartels uit 1916

In 1917 trad Chris Bartels in Amsterdam in het huwelijk met Maike Anna Elizabeth (Lies) Bönig (geboren 1891), afkomstig uit Groningen. Op hun huwelijksakte staat dat zij secretaresse was van een vrouwencomité. Met haar strijd voor vrouwenkiesrecht was zij voor die tijd behoorlijk vooruitstrevend. Omstreeks deze tijd heeft Bartels, naast zijn werk als docent, gewerkt als tekenaar bij diverse architectenbureaus in de hoofdstad. Het is hier dat hij bouwkundige ervaring heeft opgedaan, hoewel niet bekend is aan welke ontwerpen hij heeft meegewerkt. In een overzicht in Het Bouwbedrijf uit 1931 noemt Bartels de namen van de architecten Jonas Ingenohl, Abel Antoon Kok en Willem Kromhout. Mogelijk via Kromhout komt Bartels in 1918 of 1919 in aanraking met de Amsterdamse tegelhandel Heystee Smit & Co. Heystee is op dat moment de drijvende kracht achter Park Meerwijk in het Noord-Hollandse Bergen, een villawijk die wel wordt beschouwd als een manifest van de Amsterdamse School. Welke rol Bartels bij Heystee heeft gespeeld, is vooralsnog onbekend.

### Ontwerper voor Tuschinski

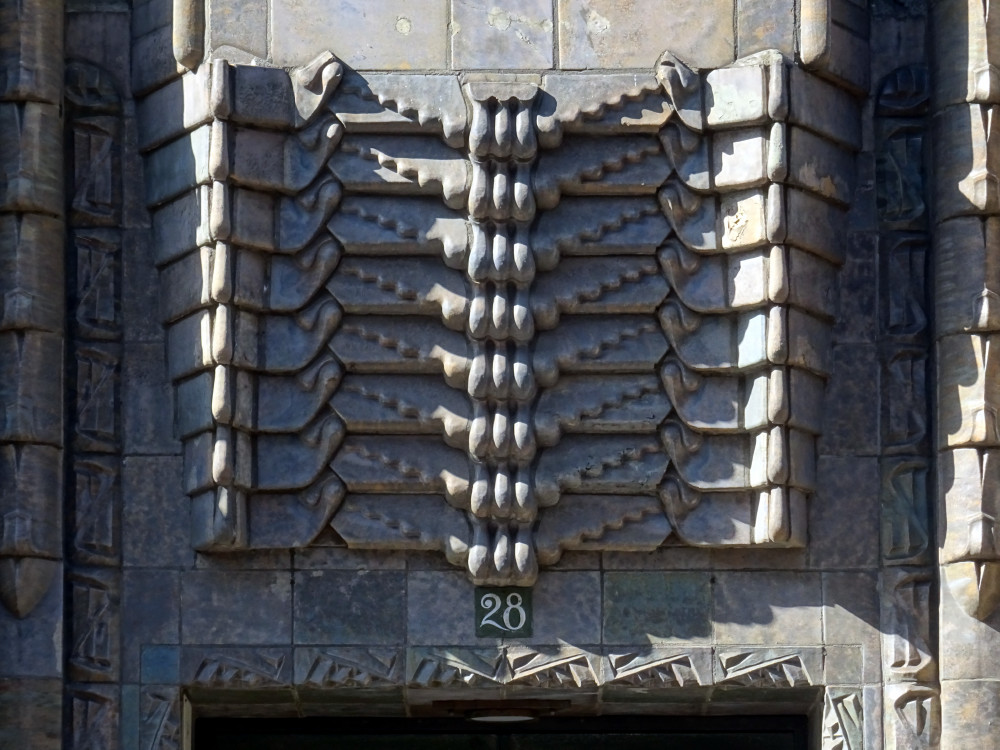
Tuschinski Amsterdam. Een door Bartels ontworpen gevelversiering.

Heystee bracht Bartels in contact met Abraham Tuschinski. Tuschinski liet zich al snel lovend uit over Bartels, getuige zijn in 1927 in Tuschinski Nieuws opgetekende herinneringen. De architect van het in aanbouw zijnde Amsterdamse Tuschinski theater, Hijman Louis de Jong was na onenigheid vertrokken en de voorgevel was nog niet klaar. Aan Bartels de opdracht om grote delen van de voorgevel te ontwerpen. Omdat de originele tekeningen verloren zijn gegaan, is niet duidelijk welke delen precies door Bartels zijn ontworpen, maar het gaat zeer waarschijnlijk om de meest abstracte, grillige delen. De motieven zijn organisch en grillig en sluiten daarmee aan op de vormentaal van de Amsterdamse School. Vervolgens schakelde Tuschinski Bartels ook in voor het interieur. Delen van de houten lambriseringen, deuren en andere betimmeringen van het theater zijn volgens Abraham Tuschinski door Bartels ontworpen. Tuschinski noemt Bartels ook als ontwerper van diverse onderdelen van de grote zaal: de grote lichtkroon, het oorspronkelijke velours gordijn en delen van de beschilderingen. Hierover bestaat echter allerminst zekerheid aangezien het ontwerp van het interieur in handen was van meerdere kunstenaars, onder wie Jaap Gidding, Harm van der Heiden, Johan Kromhout en Pieter den Besten. 
Voor de loopbaan van Bartels als architect waren de jaren dat hij zich bij diverse bureaus met bouwkundige ontwerpen kon gaan bezighouden en door mannen als Heystee en Tuschinski werd ingeschakeld, heel belangrijk. Het zal hem hebben gesterkt in zijn wens om in de architectuur verder te gaan, hoewel hij altijd aan het tekenonderwijs verbonden zou blijven en later steeds weer zou benadrukken dat zijn hart bij tekenen en schilderen lag.

### Naar Driehuis

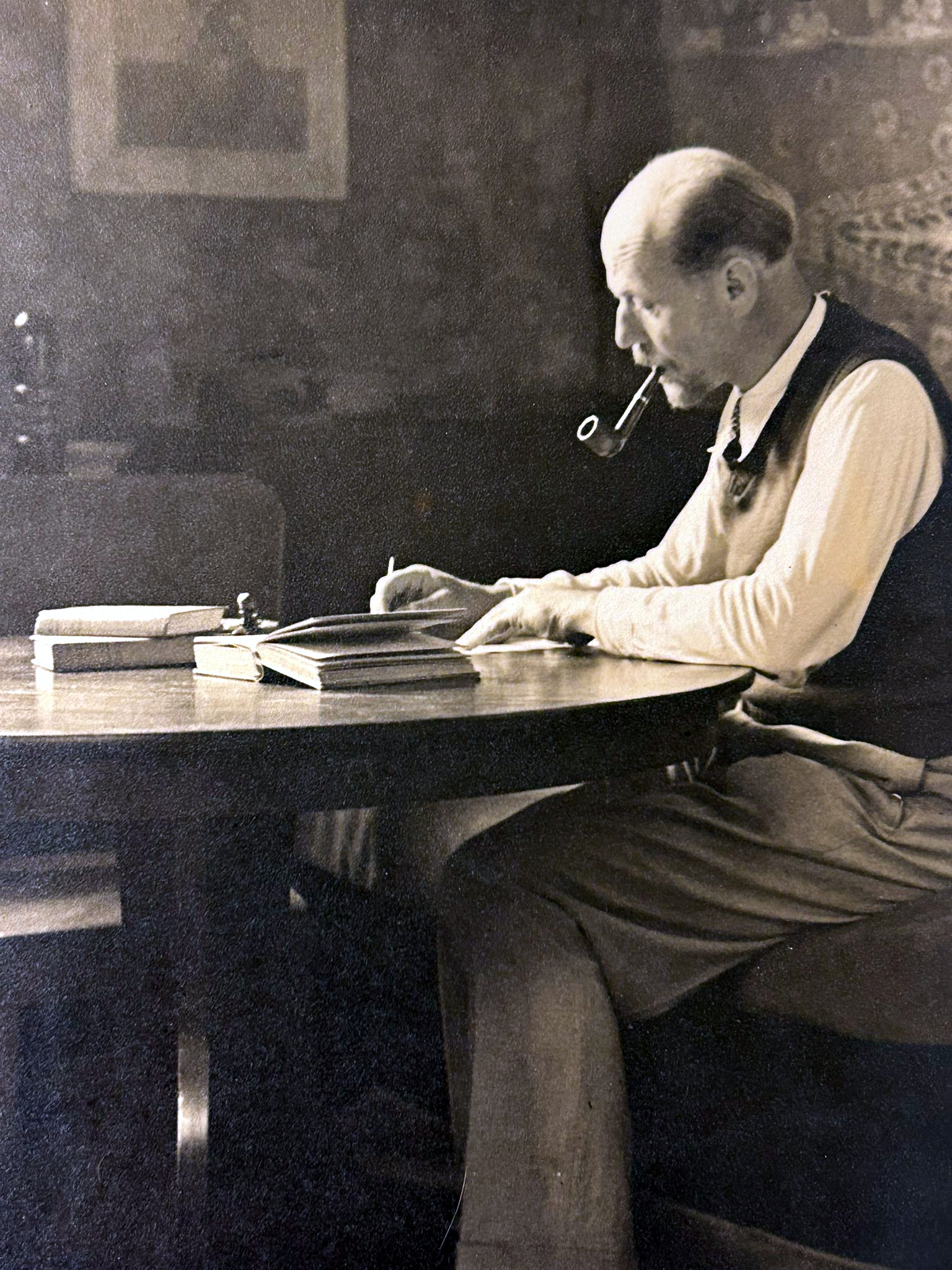
Chris Bartels omstreeks 1935

In 1920 werd Bartels benoemd tot leraar aan de ambachtsschool in Velseroord, de latere Nijverheidsschool. Dit gebeurde op voorspraak van H.J. Zeeman, sinds 1 april 1919 directeur van de nieuw opgerichte school. Hoe Zeeman en Bartels elkaar hebben leren kennen, is onbekend. Zij werden buren aan de Driehuizerkerkweg in Driehuis (Velsen). Op dat moment was het noordelijke deel van de Driehuizerkerkweg tussen de later aangelegde Waterloolaan en park Schoonenberg nog grotendeels onbebouwd. Enkele leden van de beter gesitueerde sociale middenklasse van de gemeente Velsen, maar ook nieuwkomers uit steden als Amsterdam, kregen de kans hier in het landschappelijk zeer aantrekkelijke gebied van Driehuis ‘buiten’ te wonen.
Zeeman had zojuist door het architectenduo Eibink en Snellebrand een rietgedekt landhuisje laten bouwen in de stijl van de Amsterdamse School. Bartels had inmiddels voldoende bouwkundige ervaring opgedaan om meteen zijn eigen huis te ontwerpen, ‘De Kluis’. Het zou gaan dienen als zijn visitekaartje. Zijn kinderen Hannelore (1921) en Egon (1922) werden er geboren en Bartels en zijn vrouw zouden het grootste deel van hun leven in ‘De Kluis’ blijven wonen, met uitzondering van een periode van gedwongen verhuizing aan het eind van de Tweede Wereldoorlog.
Bartels sloot zich in 1929 aan bij het Nederlandsch Instituut van Architecten (N.I.V.A.), opgericht op 1 januari 1929.

### Uitgangspunten

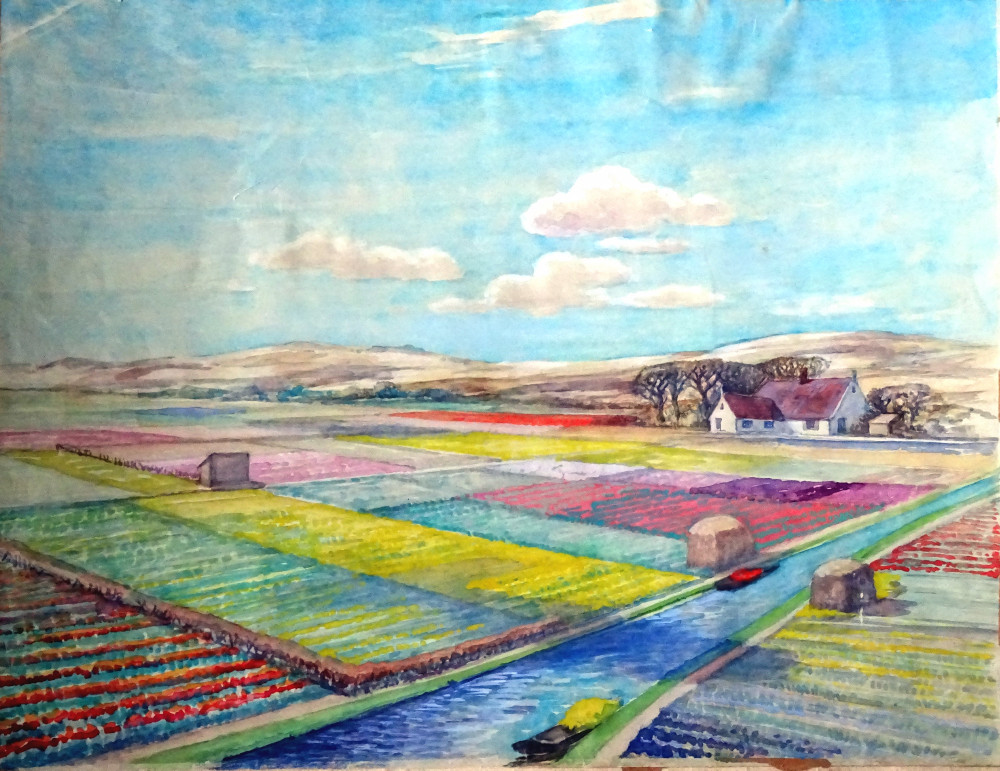
Een werk op papier van Bartels

Bartels zelf omschreef zijn bouwkundige ontwerpen van de vroege jaren twintig als een antwoord op het verlangen om buiten te wonen van mensen die in de stad hun werkkring hebben. Dit “doet hen gewoonlijk de opdracht geven om een huisje te ontwerpen 'voor niet te veel geld'. Men is er hier dan vanzelf op aangewezen om met de eenvoudigste middelen zooveel mogelijk te bereiken. Dit is vaak moeilijk, vooral ook omdat de beperkte middelen van den opdrachtgever niet altijd gepaard gaan met zin voor eenvoud en onopgesmuktheid. (…) De prachtige oude boerderijen, die hier en daar nog in onze duinstreek liggen, kunnen dan echter tot voorbeeld strekken. Mij zijn ze een voortdurende bron van vreugde en een aansporing om te trachten hun eenvoud en de eerlijke gezelligheid in hun bouw te evenaren.”(Bron: Het Bouwbedrijf, augustus 1924, blz 49)

### Ontwerper van meubels, lampen en glas-in-lood

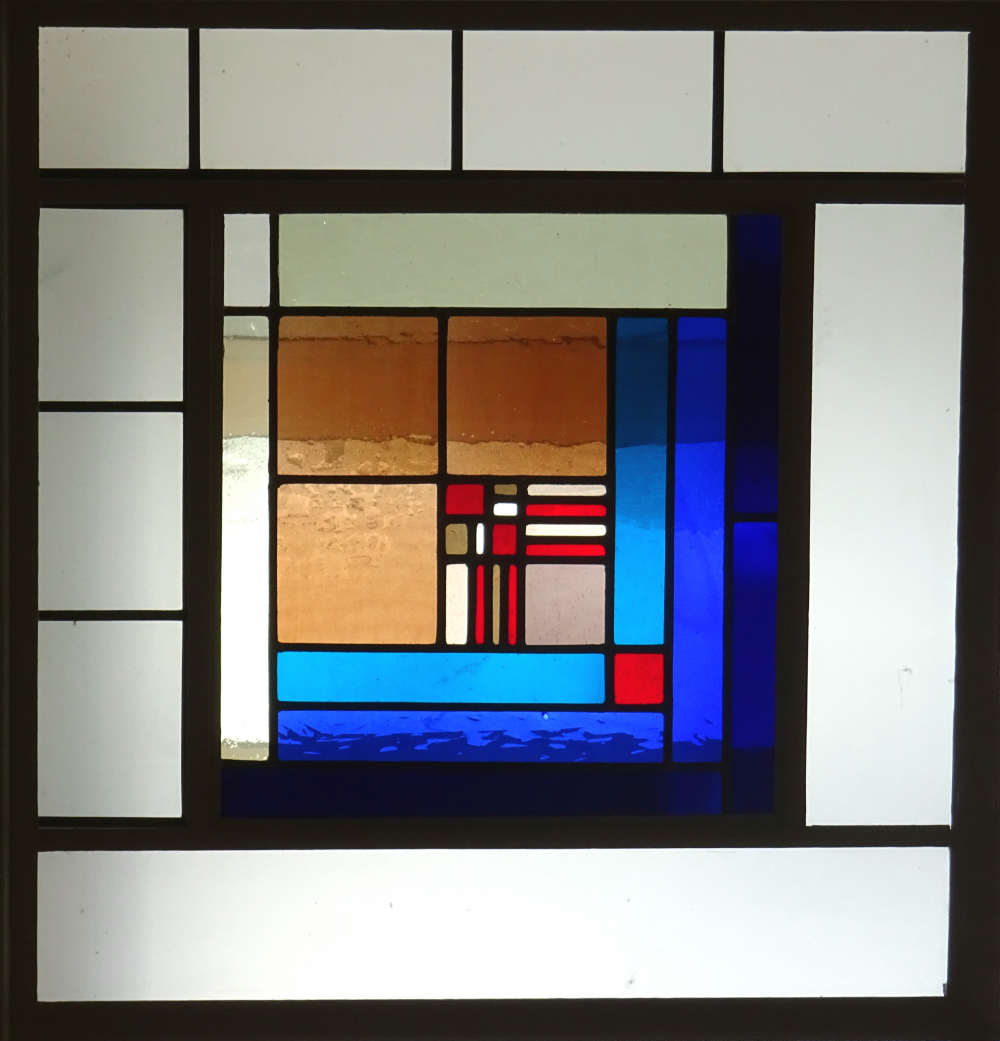
Glas-in-lood naar ontwerp van Bartels, Brussel

Chris Bartels heeft ook de inrichting van een aantal van zijn huizen verzorgd. Meestal gaat het om inbouwkasten, ingebouwde banken en trapleuningen. In enkele huizen ontwierp hij ook het glas-in-lood. Voor Villa Elangeni in Overveen (1926) ontwierp hij bovendien het meubilair. Van zijn hand zijn ook stoelen, staande lampen, buffetkasten, klokken en spiegels bekend. In de meeste gevallen gaat het om unieke exemplaren of om kleine series. De uitvoering gebeurde onder meer bij de firma Randoe in Haarlem. In 1926 ontwierp Bartels bovendien een roodkoperen luchter voor de nieuwe raadszaal van de gemeente Velsen, samen met leerlingen van de ambachtsschool. Deze luchter is nog altijd aanwezig in het, inmiddels voormalige, raadhuis.

### Kunstschilder

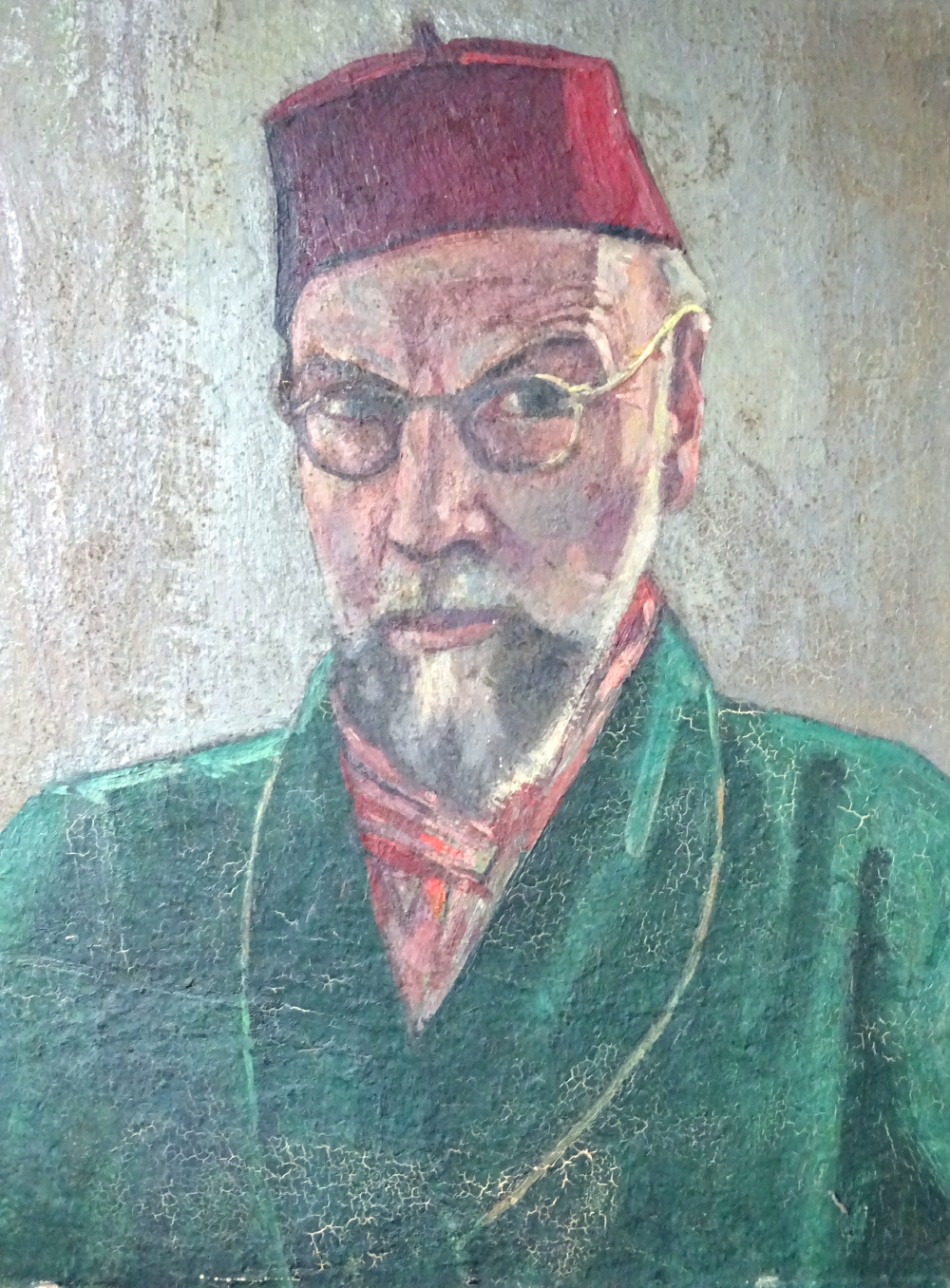
Een zelfportret van Chris Bartels uit 1952

Chris Bartels heeft zijn leven lang geschilderd en getekend. Vanaf medio jaren veertig kon hij door gezondheidsproblemen niet meer werken als architect. In zijn atelier in 'De Kluis' ontstonden honderden schilderijen, meestal op papier, soms op doek, soms in mono-druk. Onder de werken is een enkel zelfportret. Hij schilderde “steeds zittende bloemen uit zijn tuin en alles wat hem in gedachten komt, eensgeziene landschappen en tafreeltjes met mensen uit het geheugen. (…) Maakt gaarne gebruik van mono-druk techniek omdat deze wijze van werken hem gemakkelijker valt. Heeft geen behoefte aan moderne experimenten, schildert wat hem invalt louter om het schilderen zelf. Heeft veel bewondering voor Jan Sluiters, Breitner en Boot. Is te oud om de jongste richtingen in de schilderkunst te kunnen waarderen, ofschoon hij het zoeken naar nieuwe wegen wel kan begrijpen”, aldus Bartels naar aanleiding van een expositie in het woonhuis van vrienden in Amsterdam-Zuid in 1951.

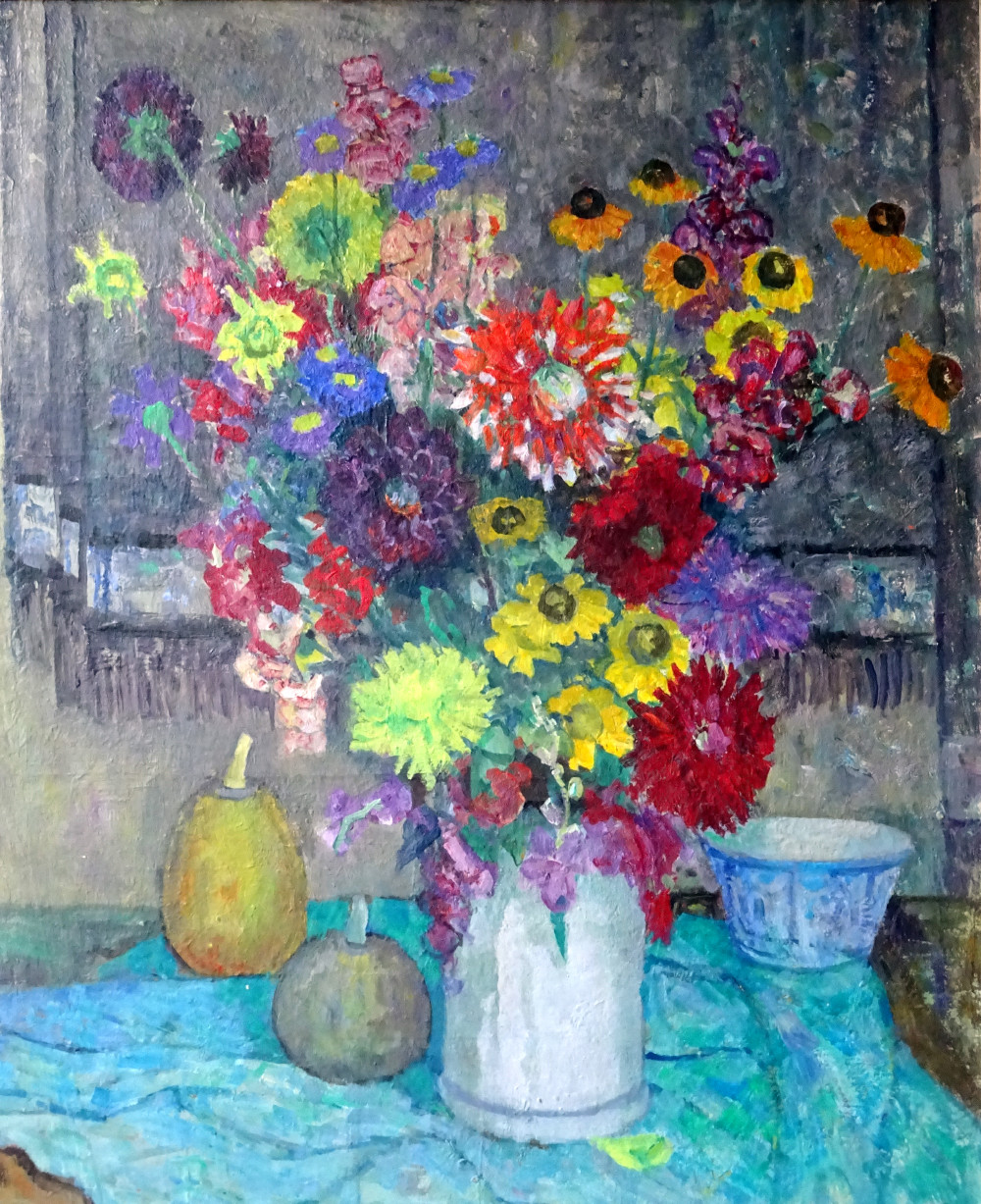
Een schilderij van Bartels

## Archief
Het archief van Chris Bartels is in handen van zijn nazaten. Het betreft vrijwel uitsluitend tekeningen, schilderijen en persoonlijke zaken. Van zijn werk als architect is behalve de bouwtekeningen (deels in het gemeentearchief van Velsen, deels in het Noord-Hollands Archief te Haarlem) zo goed als niets bewaard.

## Lijst van bouwwerken
1. Eigen huis 'De Kluis', Driehuizerkerkweg 20, Driehuis, 1920

2. Driehuizerkerkweg 4, Driehuis, 1921

3. Driehuizerkerkweg 14, Driehuis 1921

4. Zeeweg 325, IJmuiden, 1921-22

5. Hogeweg 21-25, Wijk aan Zee, twee woningen en een winkel, 1922

6. Landhuis 'De Huif', Driehuizerkerkweg 12, Driehuis, 1922

7. Landhuis 'De Heugte', Zeeweg 331, IJmuiden, 1922

8. Driehuizerkerkweg-Waterlandweg, vier woningen, Driehuis, 1922

9. Landhuis 'Willems Hoek', Dr. Schuitstraat, Beverwijk, 1922 (toegeschreven)

10. Smederij-woonhuis, Driehuizerkerkweg 61, Driehuis, 1923-1924

11. Wijkerstraatweg-Watervlietstraat, Velsen Noord, 1923

12. Landhuisje 'De Slak', Johan Verhulstweg 28, Bloemendaal, 1925

13. Muziektent, Park Velserbeek, 1926

14. Rode Kruis ziekenhuis, Beverwijk, 1926 (ontwerp)

15. Vogelwijk, 32 dubbele woningen, IJmuiden, 1926

16. Lage Duin en Daalseweg 2A, Bloemendaal, 1926

17. Ladnhuis 'Elangeni', Lonbar Petrilaan 18, Overveen, 1926 (gebouwd als De Roode-Borch)

18. Duin-en Kruidbergerweg 17+19, Santpoort-Noord, 1927 (verwoest)

19. Bakkerij, Kompasstraat 27, IJmuiden, 1927

20. Avenue Emile Duray 52, Brussel, 1928

21. Landhuis 'De Drie Gebroeders', Van Tuyllweg 21, Velsen-Zuid, 1929

22. VerLoren Van Themaatlaan 9-11, Velsen-Zuid, 1929

23. VerLoren Van Themaatlaan-Piersonlaan 1, Velsen-Zuid, 1930

24. Meubelfabriek Boskamp, Jan Gijzenvaart, Santpoort, 1930 (gesloopt)

25. Minister Lelylaan 2-4, Velsen-Zuid, 1930

26. Savornin Lohmanlaan 2, Velsen-Zuid, 1933

27. Stationsweg Velsen-Zuid, drie dubbele villa's, 1933 (gesloopt 1969)

28. Clubgebouw AJC IJmuiden, 1935 (gesloopt)

29. Tuinhuisje bij Driehuizerkerkweg 22, 1937

30. Aanbouw aan De Huif, Driehuizerkerkweg 12, 1937.

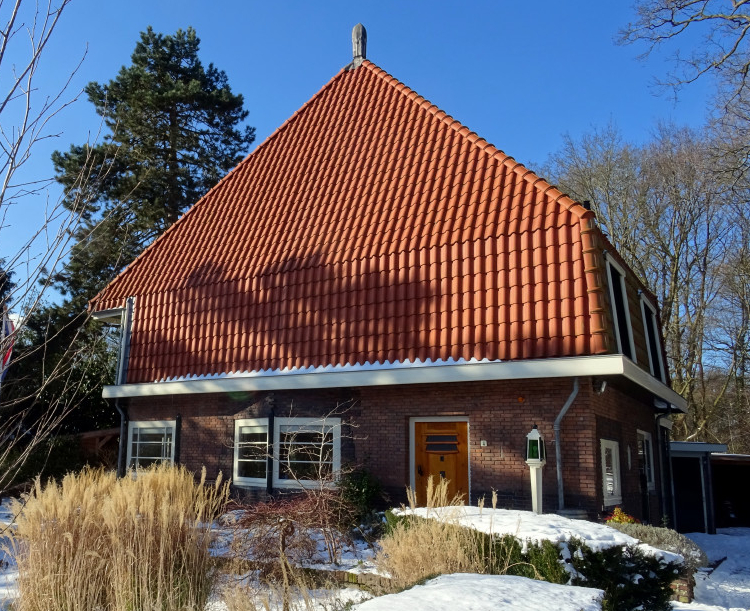
Driehuizerkerkweg 4, Driehuis
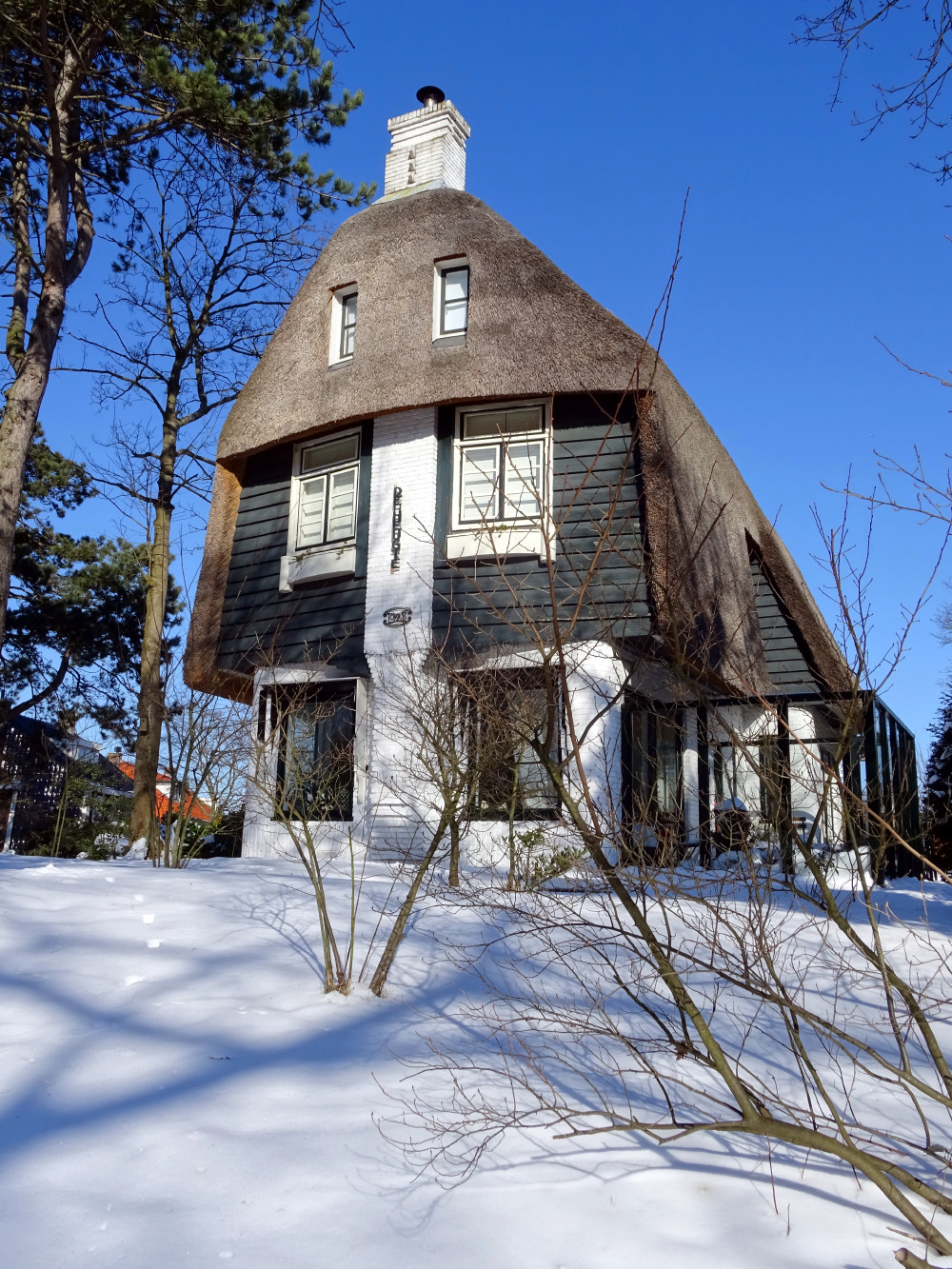
De Heugte, Zeeweg 331, IJmuiden
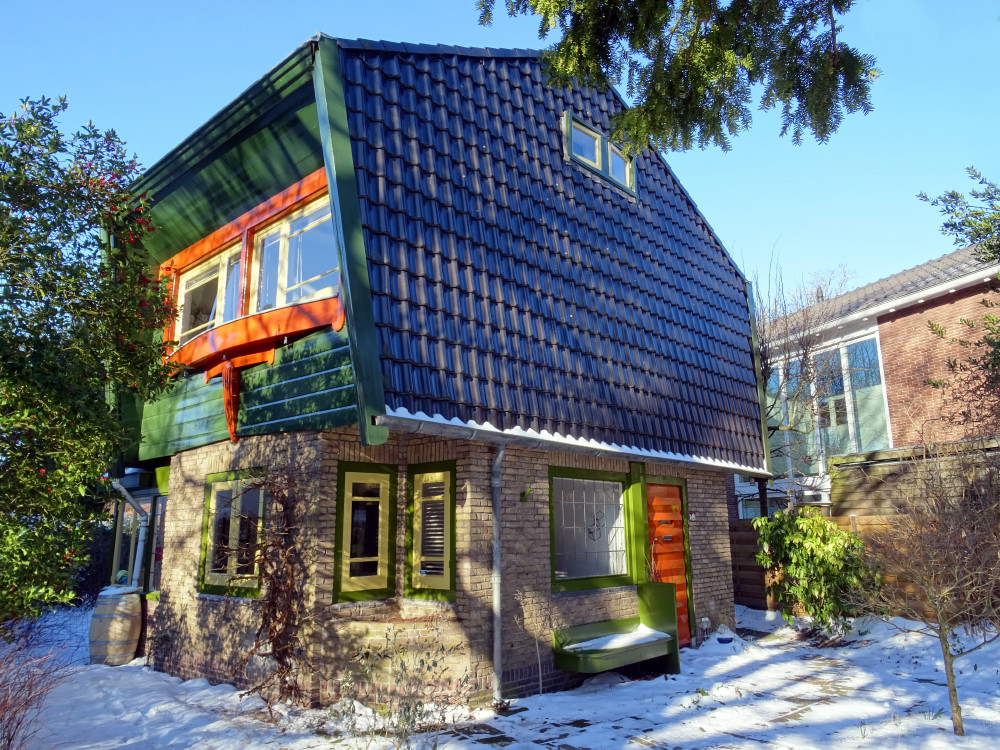
De Huif, Driehuizerkerkweg 12, Driehuis
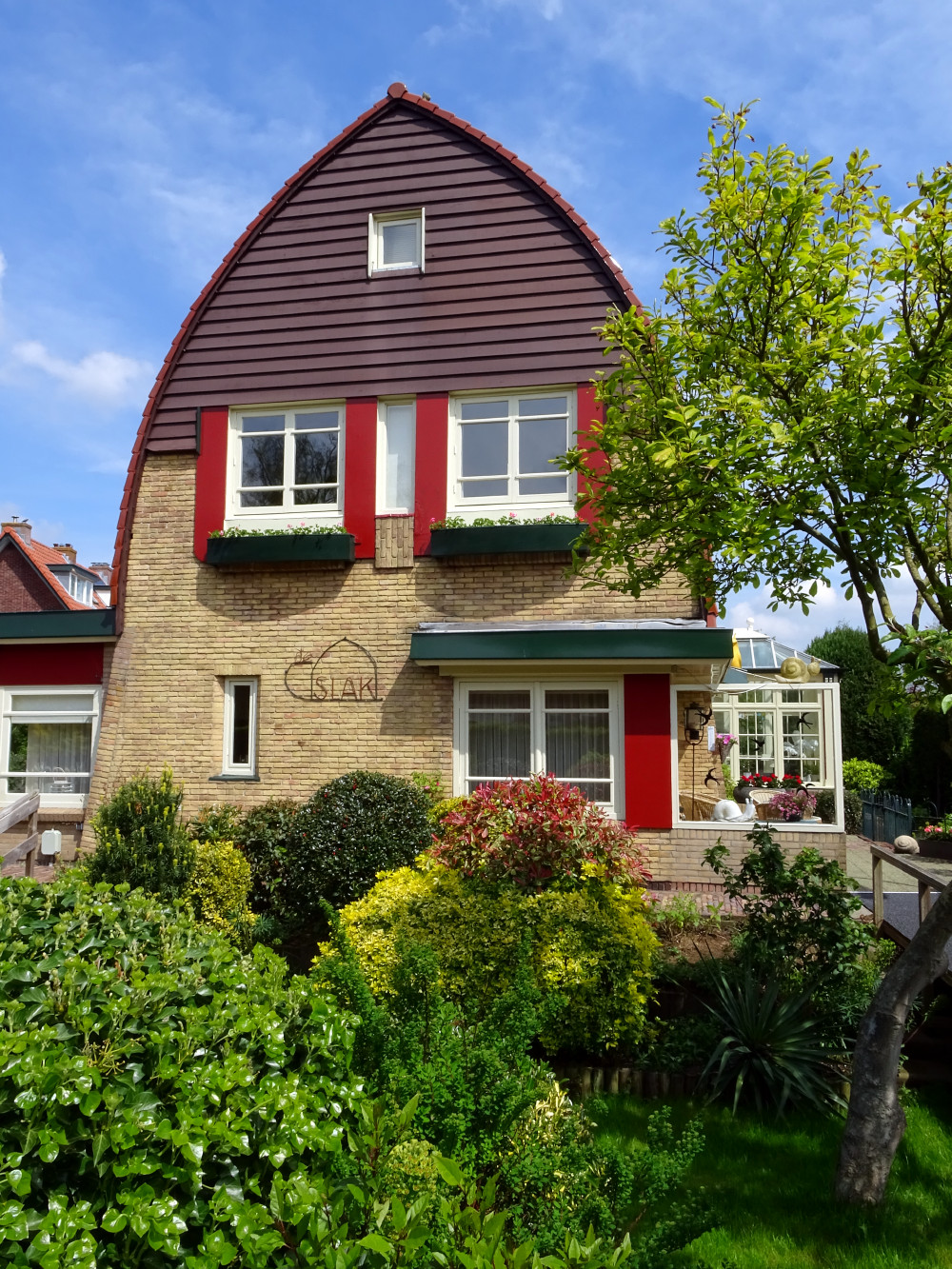
De Slak, Johan Verhulstweg 28, Bloemendaal
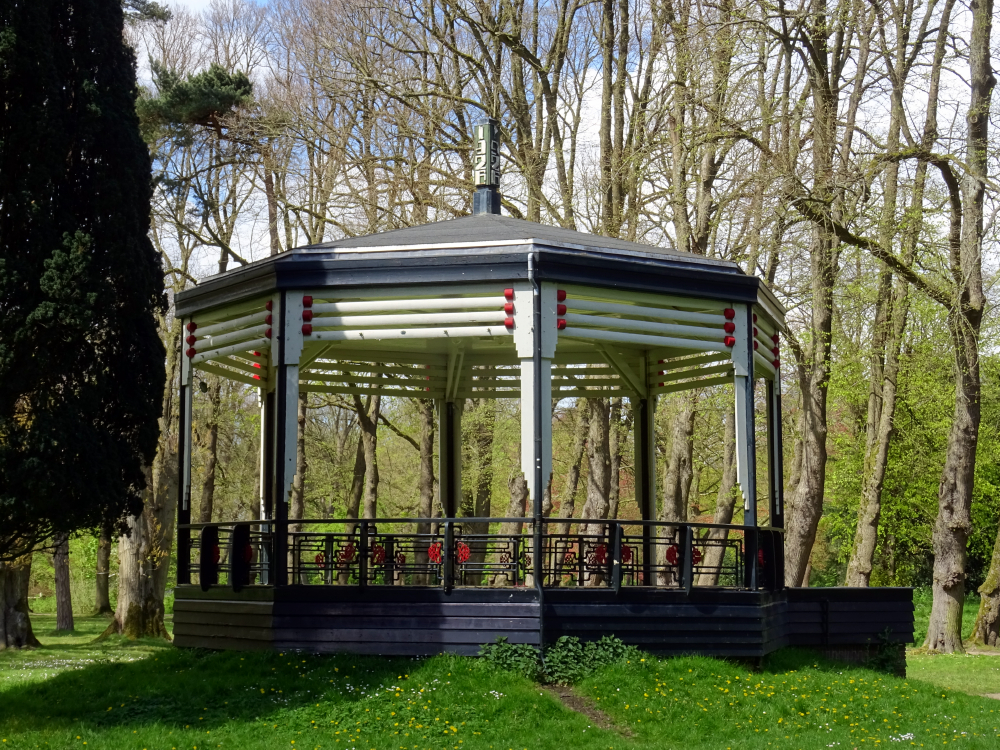
Muziektent Park Velserbeek
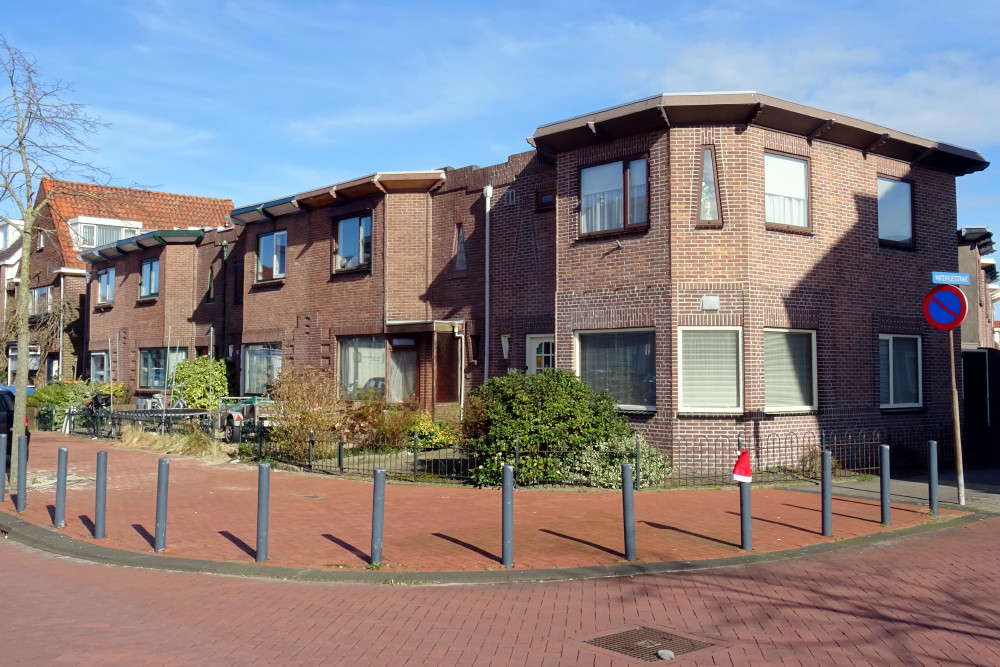
Wijkerstraatweg hoek Watervlietstraat, Velsen-Noord
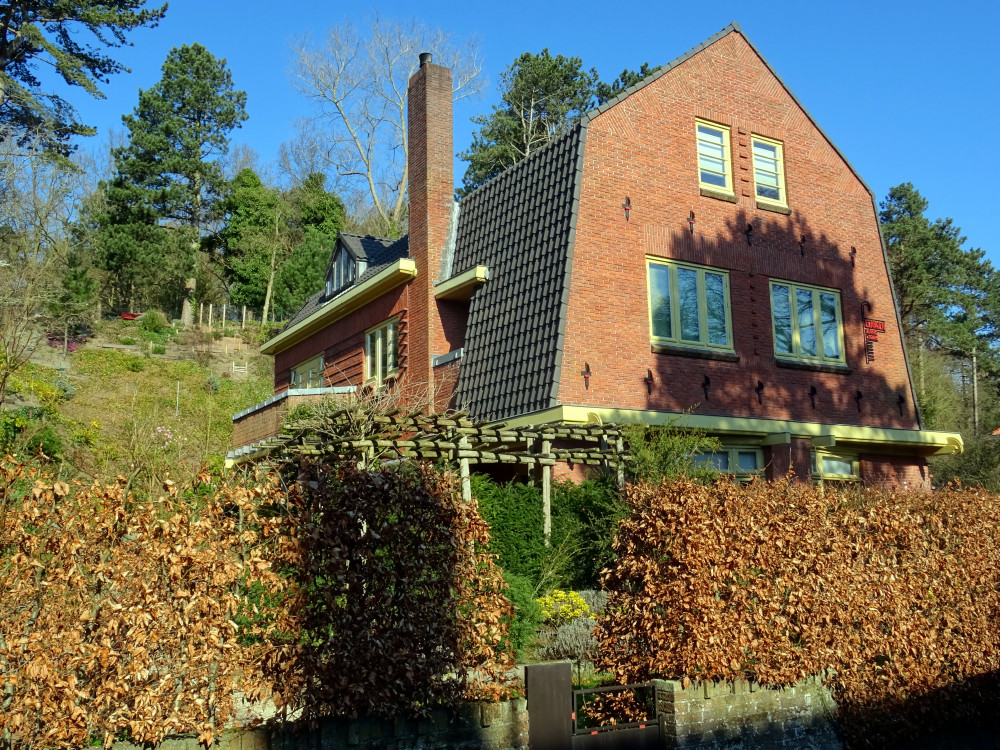
Elangeni, Lonbar Petrilaan 18, Overveen
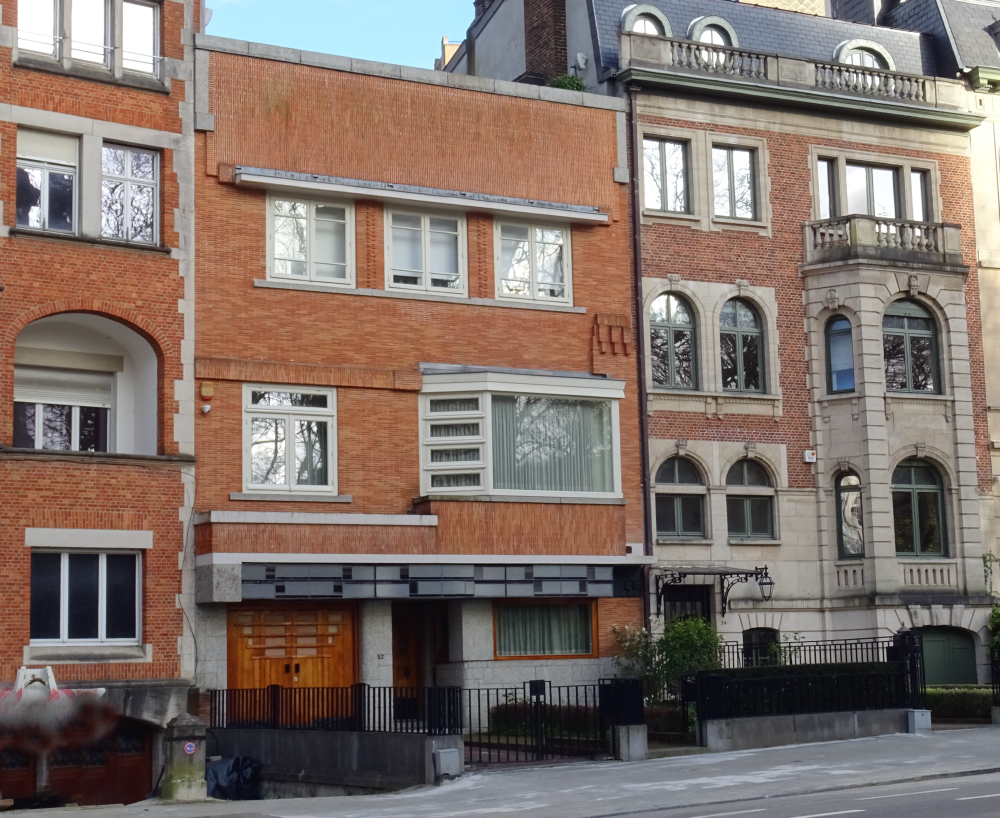
Avenue Emile Dufay 52, Brussel
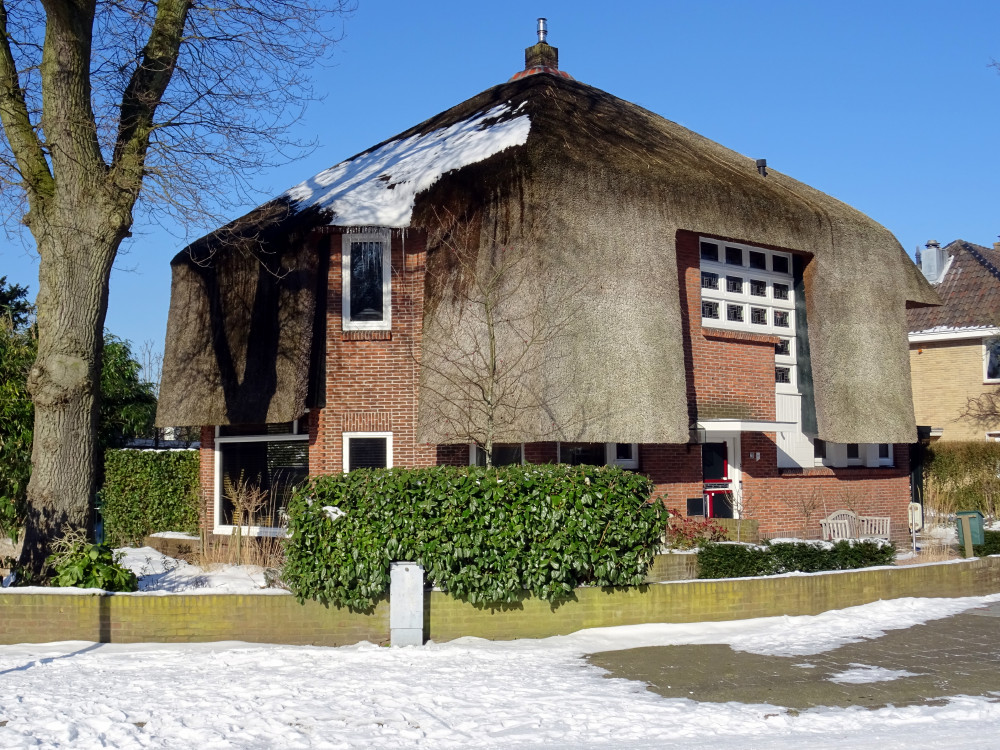
De Drie Gebroeders. Van Tuyllweg 21, Velsen-Zuid
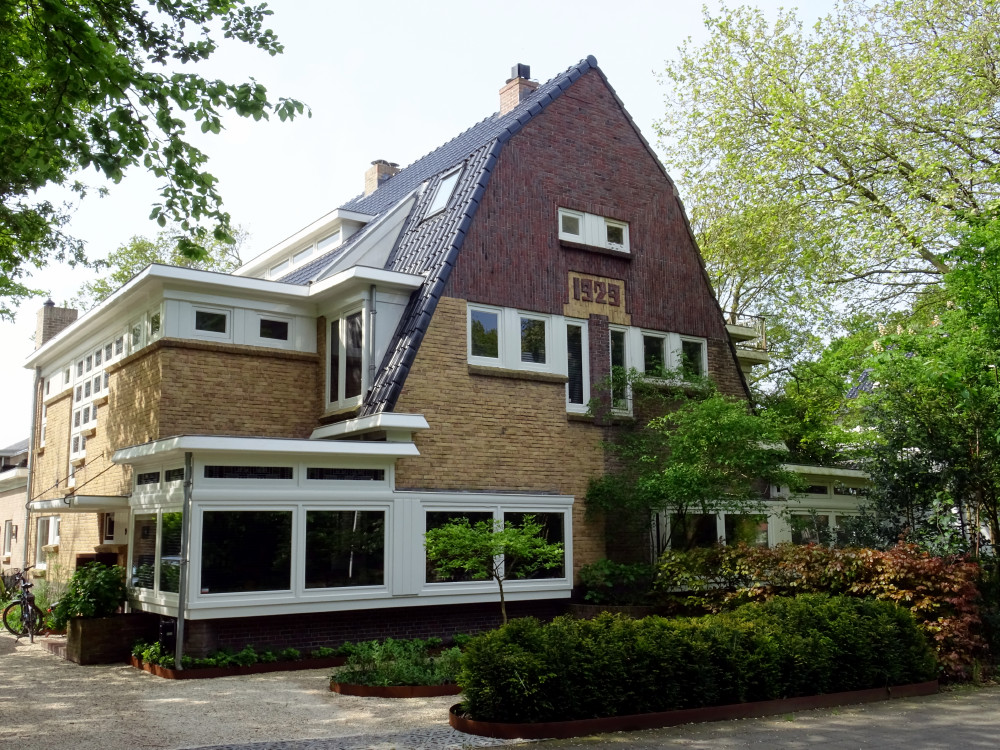
Ver Loren van Themaatlaan 9-11, Velsen-Zuid

## Publicaties over Chris Bartels
- A. van der Boom:Moderne bouwkunst in Nederland. Landhuizen naar ontwerp van architect C.H. Bartels te Velsen. In: Op de Hoogte. Geïllustreerd Maandschrift mei 1927, blz 103-108.
- J.G. Wattjes: Moderne Meubelen van Architect Ch. Bartels. In: Het Bouwbedrijf 1927.2.4, pp. 63-64.
- Chr. Bartels, architect N.I.V.A. Holländische Architekten der Gegenwart. In: Het Bouwbedrijf 1931.8.4, pp. 58-59
- Mariëtte Polman: Christiaan Bartels, een Amsterdamse Schoolarchitect te Velsen. In: Heemschut, nummer 5, oktober 1993, pp. 14-15.
- Gert-Jan Lobbes: Chris Bartels bracht de Amsterdamse School naar Kennemerland. In: Velisena-Velsen in Historisch Perspectief, nummer 34 2024, blz 104-113.